# Paolo Bonolis
Paolo Bonolis (Roma, 14 de junio de 1961) es un presentador de televisión, showman y autor de televisión italiano.
Uno de los presentadores de televisión italianos más conocidos, comenzó su carrera en los años ochenta presentando programas infantiles como 3, 2, 1... contatto! y en especial Bim Bum Bam, que le aporta una gran notoriedad en la pequeña pantalla. Luego dirigió varios programas de éxito, tanto para la RAI como para Mediaset, entre ellos Beato tra le donne, Brainy, Tira & Molla, Ciao Darwin, Chi ha incastrato Peter Pan?, Affari tuoi, Domenica in, Il senso della vita y Avanti un altro!.
También fue presentador y director artístico del Festival de Sanremo en 2005 y 2009.
Junto a su amigo y colega Luca Laurenti, con quien colabora desde 1991, forma una de las parejas más longevas y populares de la televisión italiana. Los dos también organizaron juntos el 59.º Festival de Música de Sanremo.
A fecha de 2019 figura entre los presentadores mejor pagados de la televisión italiana (por encima de Maria De Filippi y Gerry Scotti), vinculado a Mediaset con un contrato que ronda los 10 millones de euros anuales.

## Biografía
Sus antepasados paternos tenían raíces en Rumania; el apellido de la familia era originalmente "Bonoli", adquiriendo una "s" cuando la familia se mudó a Cerdeña, convirtiéndose así en "Bonolis". Hijo único, su padre era Silvio Bonolis, transportista de mantequilla y productos lácteos a los mercados generales de Pero, mientras que su madre Luciana era originaria de Salerno y trabajaba como secretaria en una empresa constructora. A los doce años, gracias a la actuación, logró vencer su tartamudez. Graduado de la escuela secundaria clásica con un puntaje de 58/60, se matriculó en derecho en la Universidad de Roma "La Sapienza"; luego de tres exámenes, pasó a ciencias políticas con énfasis en política internacional, obteniendo este título (luego diría que habría aprendido más en tres meses de viajar por el mundo que en tres años de calificación profesional). Paolo Bonolis estuvo casado durante 5 años, de 1983 a 1988, con la psicóloga estadounidense Diane Zoeller, con quien tuvo dos hijos, Stefano y Martina. Posteriormente mantuvo una larga relación con la corista Laura Freddi, conocida en el contexto del programa de televisión Non è la Rai que condujo durante una temporada. Desde 1997 está vinculado sentimentalmente con Sonia Bruganelli, empresaria y productora de televisión, con quien está casado desde 2002 y quien le dio otros tres hijos: Silvia, Davide y Adele. Es conocido por su forma de hablar muy fuerte y muy rápida, lo que también le permitió ganar un récord mundial Guinness en 2010 por la mayor cantidad de palabras habladas en un minuto (332) desde el primer capítulo de Los novios.
Es un gran hincha del Inter y participó como presentador en el partido oficial del decimoquinto Scudetto nerazzurri y como orador en el partido Inter - Siena del 17 de mayo de 2009, la "fiesta-partido" del decimoséptimo Scudetto.
Una tía abuela suya, Adele Bonolis, fue declarada venerable por el Papa Francisco el 21 de enero de 2021 y está en proceso de beatificación.
Son Davide se convirtió, en agosto de 2022, en futbolista del Unione Sportiva Triestina Calcio 1918.

## Carrera

### Los comienzos en Rai y los primeros programas de variedades en Mediaset
Paolo Bonolis comenzó su carrera en 1980 en RAI, con la conducción, a la edad de 20 años, del programa infantil 3, 2, 1... contatto!.
En 1982 aterriza en Italia 1, donde entretiene a los niños con Bim bum bam, un programa de dibujos animados; Se unió inicialmente Licia Colò y luego, a partir de 1985, Manuela Blanchard. Particularmente han quedado grabados en la memoria popular los interludios que tienen como protagonistas al director ya Uan, un títere que representa a un perro parlante rosa, con quien también protagoniza el spin-off I Cartonissimi en 1985. También interpretó las iniciales del programa de 1984 a 1989, inicialmente con Uan, luego también con Manuela, finalmente con Carlo Sacchetti, Ambrogio, Carlotta Pisoni Brambilla y Debora Magnaghi (de la temporada 1984-1985 a la temporada 1985-1986 con el Piccolo Coro dell'Antoniano y de la temporada 1986-1987 a la temporada 1989-1990 con I Piccoli Cantori de Milán). En la temporada 1989/1990, junto al elenco del programa, también participó en el prime-time de variedades de Canale 5 Sabato al circo. En el verano de 1990 presentó en horario de máxima audiencia Speciale Bim Bum Bam, una serie de eventos dedicados al fútbol y destinados a los niños, retransmitidos coincidiendo con el Mundial de Italia '90.
Dejó Bim bum bam en 1990, para convertirse en el nuevo presentador del programa de preguntas y respuestas Doppio slalom, emitido en Canale 5 en otoño. Del 7 de enero al 28 de junio de 1991 dirige Urka!, emitido en Italia 1, una transmisión a medio camino entre un juego de preguntas y un entretenimiento para niños en el que también participa por primera vez Luca Laurenti, su frecuente compañero en la televisión. En el verano del mismo año, también presentó el programa de variedades Sei un fenomeno, donde se ilustran hazañas extrañas y novedades, y participó como corresponsal especial en Il TG delle vacanze. En la temporada 1991/1992 presentó el contenedor dominical Domenica italiana, que duró solo unos pocos episodios, y debutó en el horario de máxima audiencia junto a Carlo Pistarino en Occhio allo specchio!, una transmisión centrada en cámaras sinceras que se emitió en la primavera de 1992.
La noche del 30 de marzo de 1992, junto a Anna Praderio, comenta para Canale 5 la ceremonia de entrega de los Oscar, mientras que junto a Jo Squillo, la noche del 29 de mayo del mismo año, presenta la velada especial Caccia al ladro, retransmitido en horario de máxima audiencia siempre en Canale 5. En el verano de 1992 presenta Bulli & pupe, con Antonella Elia y algunas de las chicas de Non è la Rai, programa que heredó de Enrica Bonaccorti en la temporada 1992/1993 y que presentó del 14 de septiembre de 1992 al 3 de julio de 1993. También acoge un especial de Nochevieja de Canale 5, con un episodio especial de la variedad diaria, emitido en Nochevieja.
En el verano de 1992, junto a Federica Moro, presentó el festival internacional Stelle del circo. En 1993 acogió la fracasada variedad de verano Belli freshi, mientras que en otoño acogió la segunda edición de Occhio allo specchio!.

### Variedad en Rai:I cervelloniyBeato tra le donne
En enero de 1994 regresó a RAI, donde presentó I Brainies en horario de máxima audiencia en Rai 1. Experiencia repetida con éxito también en 1995 y 1996. En los veranos de 1994 y 1995 vuelve a presentar el espectáculo Beato tra le donne para Rai 1, con la colaboración de Martufello . Posteriormente, el programa fue adquirido por Mediaset, donde se volvió a proponer para varias ediciones, algunas siempre conducidas por Bonolis.
Mientras tanto, presenta la primera edición del programa de variedades Fantastica italiana, emitido desde el 3 de diciembre de 1995 durante diez episodios y durante la misma temporada está en la lista de presentadores del programa de preguntas antes de la noche Rai 1 Luna Park y el juego La zingara, ambas creadas por Pippo Baudo.
Para RAI también lidera tres ediciones de Miss Italia nel mondo, entre 1994 y 1996.

### Éxito en Mediaset:Tira & Molla, Ciao Darwin y Chi ha incastrato Peter Pan?
El 30 de septiembre de 1996 regresa a Mediaset, para presentar en Canale 5 el concurso de preguntas y respuestas Tira & Molla, programa ideado por Corrado y conducido junto a Laurenti y Ela Weber, que obtuvo un gran éxito. El juego se transmite durante dos ediciones hasta el 27 de junio de 1998. También en otoño de 1996 Bonolis retomó la dirección de Beato tra le donne, formato que ya había realizado durante dos ediciones de verano en RAI y que continuó bajo su dirección hasta diciembre de 1997. El éxito de los dos programas permite a Bonolis ganar el Telegatto 1997 y 1998 como Personaje del Año. En estos años conduce Il gatto e la volpe, otro programa creado por Corrado, emitido del 25 de marzo al 27 de mayo de 1997 y que presenta junto a Laurenti. También presentó Un disco per l'estate en 1997, 1998 y 1999.
El 3 de octubre de 1998 llega la primera noche del sábado por la noche a Canale 5 junto con Luca Laurenti para presentar el programa de variedades Ciao Darwin. El éxito del programa le permite ganar un Telegatto en 1999. El programa obtuvo una gran respuesta del público y fue re-propuesto en otras dos ediciones del 25 de septiembre de 1999 al 15 de enero de 2000 y del 30 de septiembre al 23 de diciembre de 2000, logrando mantenerse al nivel de los ratings de los programas de la RAI combinados con la Lotería. Del 2 de abril al 14 de mayo de 1999 y del 11 de marzo al 6 de mayo de 2000 presenta Chi ha incastrato Peter Pan?, un programa en el que los niños se enfrentan a conocidas personalidades del mundo del espectáculo y al mundo de los adultos y la sociedad.
El 28 de febrero de 2000 Bonolis y Laurenti, gracias al éxito cosechado en años anteriores, aterrizaron en el informativo satírico de Antonio Ricci Striscia la notizia, permaneciendo allí durante cuatro ediciones, hasta el 7 de junio de 2003, albergando la segunda parte de la temporada en lugar de Ezio Greggio y Enzo Iacchetti. Durante el programa los dos lanzan el eslogan Bucatini Disco Dance, una reinterpretación de Roma nun fa' la stupida stasera sobre las notas de Daddy Cool de Boney M., también lanzado como sencillo discográfico que alcanza la segunda posición de los sencillos más vendidos. en Italia. Idea junto con Stefano Magnaghi, para la primera noche de Italia 1, el reality show Cari amici miei, que consiste en grabar una cena entre personalidades conocidas utilizando cámaras ubicadas en un apartamento; el programa, en el que participa en el primer capítulo, en compañía de Maurizio Costanzo, Emilio Fede y Pino Insegno, logra un buen éxito de público y crítica, se exporta a Francia y llega a la final (como Ciao Darwin) en el Festival Internacional de Televisión de Montreaux, con el título traducido My Dear Friends.
Tras el fracaso de la variedad Italiani, emitida los sábados por la noche en Canale 5 del 22 de septiembre al 1 de diciembre de 2001 con resultados de audiencia desalentadores, volvió a la televisión en febrero de 2002 al frente de la Galà della pubblicità, mientras que en junio de 2002 organizó la noche de moda Modamare en Porto Cervo. Del 28 de marzo al 30 de mayo de 2003 presenta la cuarta edición de Ciao Darwin, emitido en Canale 5 tres años después del anterior ciclo del programa.
El 17 de mayo de 2003 se hizo oficial su regreso a la RAI: el contrato con la televisión estatal prevé la dirección de Miss Italia, Domenica in y el Festival de San Remo. Sin embargo, el 25 de junio Mediaset no concedió a Bonolis la liberación para dirigir Miss Italia antes de la expiración natural de su contrato con la serpiente, prevista para el 30 de septiembre de 2003.

### El regreso a Rai conAffari tuoi, la gestión y dirección artística del Festival de San Remo 2005
Scavicchi ma non apra!
Paolo Bonolis en el momento de Affari tuoi

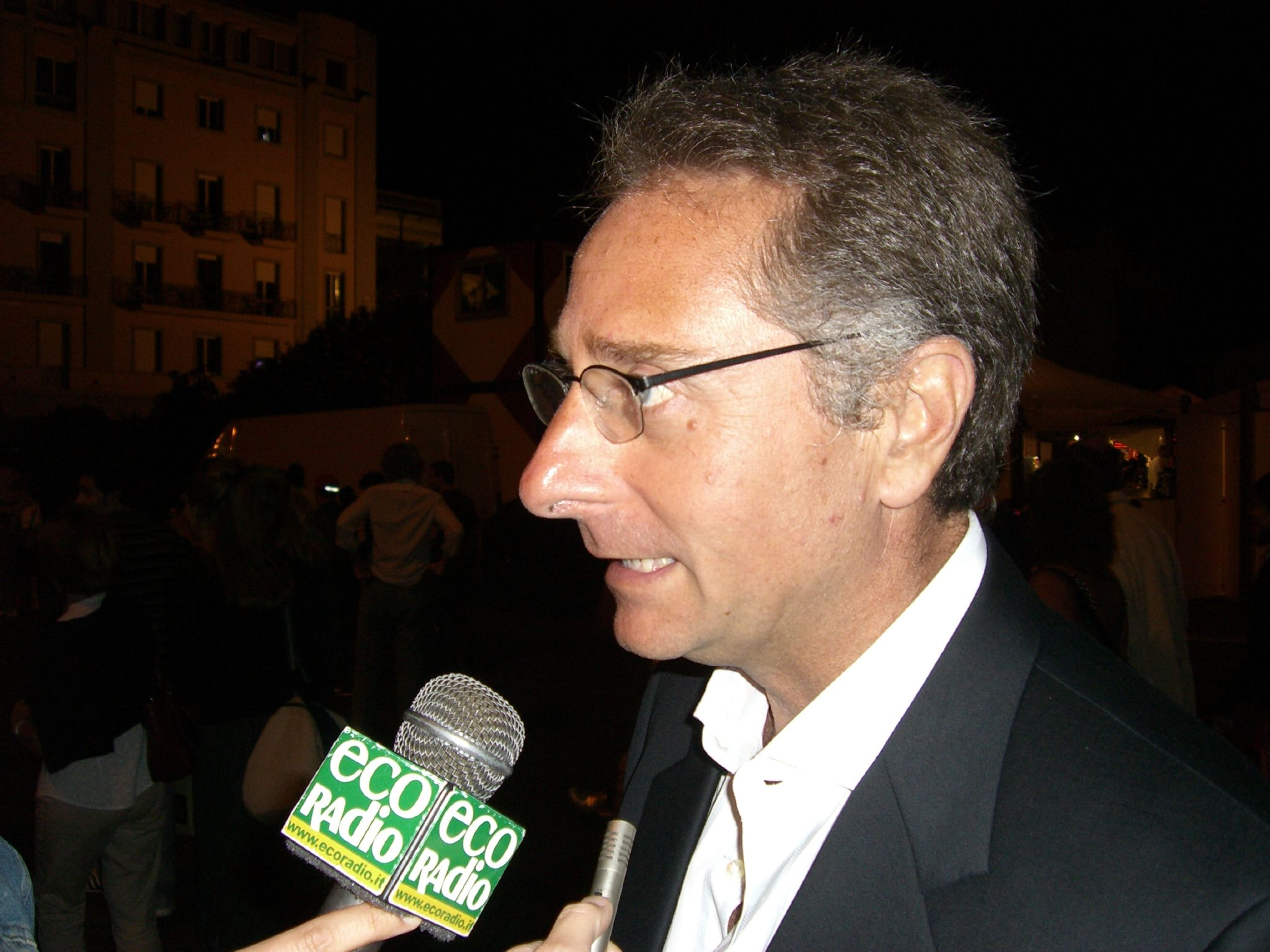
Paolo Bonolis en 2007

En otoño de 2003 vuelve de nuevo a RAI, donde se le encomienda la dirección de Domenica in en la temporada 2003/2004. En el primer episodio de esta temporada, una encuesta que involucra de primera mano al entonces primer ministro Silvio Berlusconi desata varias protestas, mientras que en el episodio del 25 de abril de 2004 entrevista desde la prisión, en medio del área protegida, el serial asesino Donato Bilancia, provocando las duras reacciones del mundo político, de Rai e incluso del presidente de la república Carlo Azeglio Ciampi.
En la misma temporada, después de negarse a dirigir el Festival de Sanremo de 2004, llevó el programa de juegos Affari tuoi a su debut en Rai 1, llevándolo a un éxito inesperado, superando a menudo los 10 millones de espectadores y garantizando a RAI la reconquista de la misma banda, que durante más de diez años estuvo dominada por Mediaset gracias a Striscia la notizia. En enero de 2004, el programa estableció el récord de más de 15 millones de espectadores, y el éxito de la emisión provocó una acalorada disputa entre Bonolis y Antonio Ricci, creador de Striscia la notizia conducida por el propio Bonolis durante cuatro ediciones, en las temporadas antes de su regreso a la RAI. De hecho, Ricci constata una supuesta irregularidad en la conducción del concurso de Bonolis, una diatriba particularmente acalorada a principios de 2004 que también continuó en los años siguientes, cuando el programa fue confiado a otros directores.
A partir de septiembre de 2004 el programa también se emitió en horario de máxima audiencia con el título Affari tuoi - La Lotteria combinada con la Lotería Italia, hasta enero de 2005. Tras el éxito obtenido por el director, RAI confió a Bonolis la gestión y dirección artística del Festival de Sanremo 2005. Esta edición del Festival, ganada por Francesco Renga con la canción Angelo, ha sido particularmente exitosa en términos de audiencia y crítica, también debido a la modificación del mecanismo de competencia deseado por el director que prevé que los cantantes se dividan en diferentes categorías de artistas. (Mujeres, Hombres, Grupos y Clásicos) y también porque durante la velada inaugural del 1 de marzo anuncia la muerte de su amigo Alberto Castagna a causa de una hemorragia interna. Cuenta con el apoyo de Antonella Clerici y Federica Felini en la gestión.
Tras el éxito de Sanremo, empiezan a surgir numerosos rumores sobre un hipotético regreso de Bonolis a Mediaset. La considerable presión mediática suscitada en torno al Caso Bonolis, intercalada con numerosas notas de prensa desmentidas por parte de la empresa de Cologno Monzese, culminó el 17 de mayo de 2005 cuando se anunció oficialmente el regreso de Bonolis a Mediaset con un contrato de aproximadamente 8 millones de euros anuales. que lo vinculará a la empresa por tres años, hasta 2008; Pupo asume la dirección de Affari tuoi.

### El regreso a Mediaset y el éxito deIl senso della vita
Paolo Bonolis regresó a Mediaset el 28 de agosto de 2005 para dirigir la nueva revista deportiva Serie A - Il grande calcio, que se ocupa de comentar la jornada del fútbol italiano en Canale 5, en la franja vespertina. Su mandato finaliza el 6 de noviembre de 2005, cuando, tras la polémica por los bajos ratings, el fracaso de la estrategia corporativa por los derechos del fútbol -adquirida por primera vez por Mediaset- abandona el programa (heredado primero de Enrico Mentana y luego suprimido definitivamente al final de la temporada). Otro programa, creado para aprovechar los derechos del fútbol, Un miércoles de hinchas, también conducido por Bonolis, se emite en un solo episodio frente a los cinco programados, nuevamente por los bajos índices de audiencia. Del 24 de noviembre de 2005 al 7 de marzo de 2006, el presentador se dedicó al programa Il senso della vita, un programa de entrevistas emitido por Canale 5 que obtuvo un gran éxito de público y crítica; durante este programa se le une su compañero histórico Luca Laurenti.
Los días 10 y 17 de septiembre de 2006 presentó, de nuevo en Canale 5, Fattore C, de nuevo con la colaboración de Luca Laurenti, que no tuvo el éxito esperado y fue acusado de ser un clon de Affari tuoi, que en mientras tanto continuaba con otros directores. Después de dos episodios emitidos los domingos a primera hora de la tarde, el programa pasó al horario de la tarde del 25 de septiembre al 2 de diciembre de 2006, reemplazando a Formula segreta, un juego de preguntas presentado por Amadeus; pero Factor C no obtuvo buenos resultados ni siquiera en esta franja diaria, siendo finalmente cancelada y reemplazada, del 4 de diciembre de 2006 al 6 de mayo de 2007, por la probada Chi vuol essere milionario? con la conducción de Gerry Scotti. Del 21 de septiembre de 2006 al 31 de marzo de 2007, la conductora continuó la experiencia de Il senso della vita, emitida siempre en horario vespertino, primero los jueves y luego los sábados. Del 18 de septiembre al 15 de diciembre de 2007 acoge la quinta edición de Ciao Darwin, que confirma el éxito de las ediciones anteriores; la tercera edición de Il senso della vita se transmite del 2 de marzo al 18 de mayo de 2008; en primavera se emite un episodio especial en horario de máxima audiencia en Italia 1. Se ha confirmado la presencia de Luca Laurenti en ambos programas.

### La conducción y dirección artística del Festival de Sanremo 2009 yAvanti un Altro!

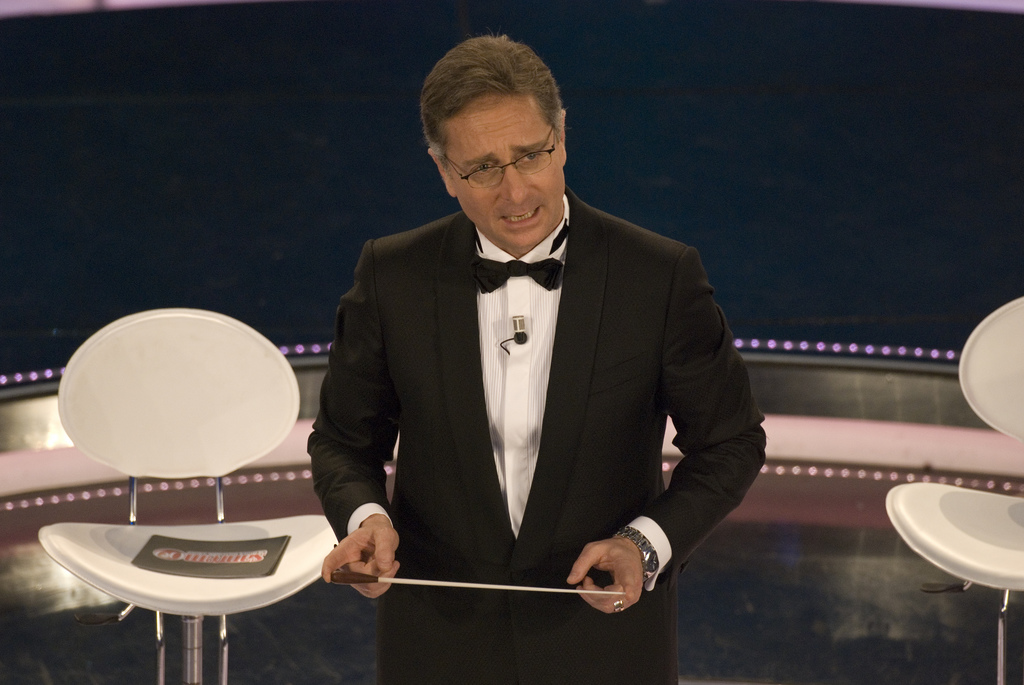
Paolo Bonolis dirigiendo el Festival de Sanremo 2009.

El 12 de septiembre de 2008, el director de Rai 1 Fabrizio Del Noce anunció que el Festival de Sanremo sería dirigido por Paolo Bonolis, quien el 2 de diciembre anunció que había perdido todo vínculo con Mediaset. La temporada 2008-2009 es, por tanto, para Bonolis, una temporada de descanso, durante la cual no presenta ningún programa de televisión. Sin embargo, el conductor hace una incursión en el mundo de la radio, presentando el programa América me senti? para Rai Radio 2 a principios de 2009., flanqueado por Luca Laurenti.
Así Bonolis se encargó de la gestión y dirección artística del Festival de Sanremo 2009, asistido por Luca Laurenti, en febrero de 2009. El director vuelve entonces a pisar el escenario Ariston y obtiene un buen éxito, aunque muy inferior al obtenido en 2005; la compensación de más de 1 millón de euros solicitada y obtenida por el director  causa escándalo.
El otoño de 2009 marca el regreso de Bonolis a la conducción de programas para Mediaset, con un contrato que le vincula a la compañía durante al menos dos años. El regreso a las redes del Biscione viene marcado por el regreso, nueve años después del debut de la emisión, de Chi ha incastrato Peter Pan? del 7 de octubre al 25 de noviembre de 2009, donde los protagonistas son siempre los niños; el programa recupera el éxito de público. En cambio, en la segunda parte de la temporada, el director participa en la reposición de Ciao Darwin, transmitida en horario de máxima audiencia del 19 de marzo al 21 de mayo de 2010. El 16 de febrero de 2010 también abrió la primera velada del Festival de San Remo 2010 junto con Luca Laurenti, ese año presentado por su amiga Antonella Clerici . Del 7 de octubre al 25 de noviembre vuelve a estar al frente, por cuarta vez, del programa de variedades Chi ha incastrato Peter Pan?, repitiendo los buenos resultados del año anterior. Del 27 de marzo al 8 de mayo de 2011, tres años después de la última edición, la presentadora vuelve al vídeo con el programa de entrevistas Il senso della vita, esta vez re-propuesto en horario de máxima audiencia, de nuevo en pareja con Luca Laurenti. Sin embargo, aunque obtiene una buena respuesta de los críticos, el programa obtiene calificaciones bajas.
El presentador vuelve al espacio de pre-noche de Canale 5 el 5 de septiembre de 2011, realizando el quiz Avanti un altro!, de nuevo con la participación de Luca Laurenti, con 21 competidores, 7 días y 5 preguntas, que él mismo creó junto a Stefano Santucci. El programa se encuentra al aire hasta el 11 de diciembre de 2011, obteniendo buenos resultados de público y crítica. A partir del 10 de septiembre de 2012, Bonolis vuelve a liderar Avanti un altro!, con gran éxito hasta el 10 de marzo de 2013. Sin embargo, la presentadora vuelve al prime time de Canale 5 a partir de junio de 2013 como jurado de un nuevo programa: Stasera mi tuffo. El 16 de septiembre de 2013 presentó la tercera edición de Avanti un altro! hasta el 30 de marzo de 2014.
Del 31 de marzo al 6 de junio de 2014 deja la dirección de Avanti un altro! a Gerry Scotti, y del 14 de septiembre al 23 de diciembre de 2014 vuelve a presentar la cuarta edición de Avanti un altro!, que dirige junto a Gerry Scotti del 27 al 30 de diciembre del mismo año. Del 2 de enero al 11 de abril de 2015 deja el timón de Avanti un altro! a Gerry Scotti . Los días 12 y 19 de enero de 2015 encabeza la nueva edición de Scherzi a parte creada por Le Iene, que consigue un gran éxito de público pero no de crítica, a la que de hecho no gusta la dirección de Bonolis. Paolo Bonolis vuelve al frente de Avanti un altro! desde el 12 de abril de 2015, llevándolo nuevamente con Gerry Scotti hasta el final de la temporada, el 30 de abril de 2015.
El 30 de abril, junto con Antonella Clerici, dirige la Expo Nocturna 2015 en Rai 1 . El 3 de junio acoge el Arena di Verona, lo spettacolo sta per iniziare en Canale 5, sin embargo el resultado fue un fracaso, registrando 2,6 millones de espectadores, especialmente en comparación con el éxito de las ediciones anteriores emitidas por RAI y conducidas por Antonella Clerici. Del 21 de septiembre de 2015 al 3 de enero de 2016 acoge la quinta edición de Avanti un altro!. Después de 6 años, ante las constantes peticiones de la audiencia televisiva, del 18 de marzo al 6 de mayo de 2016 acoge la séptima edición de Ciao Darwin que confirma el mismo éxito de las pasadas ediciones.

### Musicy el regreso de los programas históricos
Después de siete meses de ausencia de la pantalla, los días 11 y 18 de enero de 2017 presenta el espectáculo musical Music, que concibió con Gianmarco Mazzi, en horario de máxima audiencia en Canale 5; el programa no supera el 17% de participación promedio a pesar de la exageración y el presupuesto sustancial. Del 15 de enero al 29 de abril de 2017 acoge la sexta edición de Avanti un altro!. El 1 de julio dirige La notte di Vasco en Rai 1, el evento que sigue al concierto del cantante en Modena Park; sin embargo, la gestión de Bonolis fue duramente criticada por la opinión pública.
Del 21 de septiembre al 26 de octubre de 2017 acoge la quinta edición de Chi ha incastrato Peter Pan?, revivido después de 7 años de ausencia. Sin embargo, esta nueva edición no tiene tanto éxito como las anteriores, tanto que se cortan dos episodios (del 8 al 6). En diciembre acoge la segunda edición de Music del 6 al 23 de diciembre de 2017, de nuevo en Canale 5; incluso este último programa no alcanza los índices de audiencia esperados por la cadena (share promedio del 15% que bajó al 11% en el último episodio del 23 de diciembre). Del 8 de enero al 22 de abril de 2018 acoge la séptima edición de Avanti un altro! (que, a diferencia de los programas anteriormente mencionados, confirma su éxito y crece en ratings). El 12 de enero de 2018 participa como juez en la tercera edición del programa Superbrain - Le supermenti, emitido en Rai 1. En la misma cadena, el 16 de febrero siguiente, también participó en el primer episodio de Sanremo Young, en la versión para los más jóvenes, conducida por Antonella Clerici, interpretando en esa ocasión un doble papel: de hecho, su participación asume tanto la papel de juez (aunque en parte menos que los otros miembros del jurado) que los de invitado.
Del 9 al 30 de noviembre de 2018 lidera la decimocuarta edición de Scherzi a parte (otra vez sin la colaboración de Le Iene) con peores índices de audiencia que la anterior que también dirigió, siendo superada por Tale e quale show y Prodigi - La musica è vita. Del 7 de enero al 20 de abril de 2019 acoge la octava edición de Avanti un altro! mejorando aún más el éxito del programa. Del 15 de marzo al 31 de mayo de 2019 también acoge la octava edición de Ciao Darwin, que obtiene un enorme apoyo al conseguir superar a la emisión rival La Corrida que emite todos los viernes la Rai 1 y volver a confirmarse como uno de los programas más exitosos de Mediaset. El 11 de abril de 2019, junto a Carlo Conti y Gerry Scotti, protagonizó Los tres tenores en un episodio especial del Maurizio Costanzo Show, presentado por Maurizio Costanzo y Enrico Mentana.
El 1 de octubre de 2019 salió a la venta en librerías su primer libro Porque yo hablaba solo, editado por Rizzoli . El 7 de noviembre de 2019 fue invitado en el primer episodio de Adrian Live - Questa è la storia.... A partir del 6 de enero de 2020 vuelve a dirigir Avanti un altro! comenzando así la novena temporada consecutiva del programa hasta el 15 de marzo de 2020 (originalmente estaba programado para terminar el 3 de mayo de 2020, debido a la pandemia de COVID-19) .
Tras un año de confinamiento nacional, del 8 de marzo al 23 de mayo de 2021 acoge la décima edición de Avanti un altro! y también vuelve a actuar en un cameo en la película Tom & Jerry. Además, del 11 de abril al 30 de mayo de 2021 acogerá Avanti un altro! Pure di sera, versión prime time de su quiz ya propuesto en 2017 y 2018 como único evento vespertino. En el primer episodio participan personajes famosos que supuestamente donaron el dinero del premio a la caridad, de los siguientes episodios participan competidores normales divididos en equipos. Desde el 9 de enero de 2022 acoge la undécima edición de Avanti un altro! siempre en compañía de Luca Laurenti. Para marzo de 2023 está prevista la novena edición de Ciao Darwin, que Bonolis conducirá como siempre junto a Luca Laurenti. El 4 de octubre publicó su segundo libro titulado Notte Fonda, también editado por Rizzoli; para la ocasión fue invitado a varios programas incluyendo el Maurizio Costanzo Show y RAI tanto por su amiga Mara Venier en Domenica in como por Fabio Fazio en su Che tempo che fa.

## Disputas
Bonolis suele ser duramente criticado por su estilo de conducción televisiva, caracterizado por el humor y la actitud de un show-man y prácticamente indetectable en cualquier otro presentador italiano: por ejemplo, Maurizio Costanzo y Aldo Grasso lo han comentado. También ha sido acusado de adoptar una forma de conducir basada principalmente en la vulgaridad y el cinismo.
En 1999 Paolo Bonolis, junto a la emisora Ciao Darwin, fue denunciado por Codacons Sicilia y Adusbef por maltrato animal y entretenimiento obsceno.
Inmediatamente después de dejar la dirección del programa de la Serie A, en noviembre de 2005, Bonolis tuvo una polémica con el director de Sport Mediaset Ettore Rognoni y con toda la redacción. En particular, Bonolis apodó a Ettore Rognoni er penombra. En la tarde del 10 de noviembre de 2005, Bonolis fue entrevistado por Enrico Mentana en el programa Matrix sobre el incidente.
En 2010, el entonces director de Rai 1, Mauro Mazza, criticó duramente al programa Ciao Darwin de Bonolis, definiendo su tipo de televisión como TV de drogas. Bonolis y Mediaset responderán posteriormente a las críticas. En 2006, su programa Fattore C fue criticado por ser demasiado similar a su anterior programa Business Your Business. Il Moige, en el programa Chi ha incastrato Peter Pan?, acusó al conductor de el delito de abuso emocional de un menor con cámara indiscreta y pidió la suspensión del programa, sin embargo, sin encontrar aceptación. Incluso Cesare Lanza arremetió contra el presentador llamándolo un bebé que no se da cuenta de lo que hace " o incluso un niño que se percibe a sí mismo como omnipotente.
Hizo una polémica con Antonio Ricci, creador del programa Striscia la notizia, por las supuestas irregularidades del programa Affari tuoi, cuando Bonolis era la conductora. En la primavera de 2004, Striscia intentó demostrar que el programa de Bonolis estaba amañado y reveló varias historias de fondo sobre los competidores que habían participado en el juego. En particular, Striscia la notizia en ese año emitió una columna que intentaba revelar las ficciones y trampas del juego. Bonolis respondió a las acusaciones en un episodio de Affari tuoi, defendiendo el programa y mostrando en directo las tarjetas de pago de las ganancias realizadas a los distintos competidores.
En 2005, la entrevista que Bonolis le hizo al boxeador Mike Tyson durante una velada del Festival de San Remo causó sensación. Otra polémica surgió el 26 de abril de 2004 tras la entrevista que Bonolis le hizo al asesino en serie Donato Bilancia en el programa Domenica in.
Muchos han criticado duramente a Bonolis por las altas exigencias económicas, especialmente en relación con sus contratos con Mediaset: en 1998 su tarifa era de 18.000 millones de liras, mientras que en 2001 parece que se esperaban alrededor de 12.000 millones de liras. En 2005 volvió a Mediaset por unos 8,5 millones de euros al año; en 2019 su retribución asciende a 10 millones de euros.

## Filmografía

### Actor

#### Cine
- Classe mista 3ª A, dirigida por Federico Moccia (1996)
- Comediasexi, dirigida por Alessandro D'Alatri (2006)
- Tom & Jerry, dirigida por Tim Story (2021) – cameo

#### Televisión
- Romolo + Giuly: La guerra mondiale italiana, dirigida por Michele Bertini Malgarini – serie de televisión, 1 episodio (2018)

#### Video musical
- Senza pensieri de Fabio Rovazzi (2019)

### Actor de voz
- Lionel Hutz en Los Simpson (ep. 9x09)
- Copo de nieve en Stuart Little
- Narrador en La Tierra
- Él mismo en Tom & Jerry

## Programas de televisión
- 3, 2, 1... contatto! (Rete 1, 1980-1981)
- Bim bum bam (Italia 1, 1982-1990)
- I Cartonissimi (Italia 1, 1985)
- Sabato al circo (Canale 5, 1989-1990)
- Speciale Bim bum bam (Italia 1, 1990)
- Doppio slalom (Canale 5, 1990)
- Urka! (Italia 1, 1991)
- La notte degli Oscar (Canale 5, 1991-1992)
- Sei un fenomeno (Canale 5, 1991)
- Il Tg delle vacanze (Canale 5, 1991) Corresponsal especial
- Domenica italiana (Canale 5, 1991-1992)
- Evviva l'allegria (Canale 5, 1991)
- Occhio allo specchio! (Canale 5, 1992-1994)
- Caccia al ladro (Canale 5, 1992)
- Bulli e pupe (Canale 5, 1992)
- Festival internazionale Stelle del Circo (Canale 5, 1992)
- Non è la Rai (Canale 5, 1992-1993; Italia 1, 1993)
- Capodanno '92 (Canale 5, 1992-1993)
- Quarantaquattro gatti (Canale 5, 1993)
- Belli freschi (Canale 5, 1993)
- Il circo cinese (Canale 5, 1993)
- Gran Premio del Circo (Canale 5, 1994)
- Sabato Notte Live (Canale 5, 1994)
- Galà internazionale della moda - Madrid 94 (Canale 5, 1994)
- L'isola del tesoro (Canale 5, 1994)
- I cervelloni (Rai 1, 1994-1996)
- Beato tra le donne (Rai 1, 1994-1995; Canale 5, 1996-1997)
- Miss Italia nel mondo (Rai 1, 1994-1996)
- Gran Premio internazionale del Circo (Rai 3, 1994)
- Regalo di Natale (Rai 1, 1994)
- La notte degli angeli (Rai 1, 1994)
- Luna Park (Rai 1, 1995-1996)
- La zingara (Rai 1, 1995-1996)
- Fantastica italiana (Rai 1, 1995-1996)
- Beato tra le donne Vip (Rai 1, 1996)
- Premio Regia Televisiva (Rai 1, 1996)
- Pro Anlaids (Rai 1, 1996)
- Festival di Castrocaro (Rai 1, 1996)
- Tira &amp; Molla (Canale 5, 1996-1998)
- Il gatto e la volpe (Canale 5, 1997)
- Un disco per l'estate (Canale 5, 1997-1999)
- Beato Capodanno (Canale 5, 1997)
- Ciao Darwin (Canale 5, 1998-2000, 2003, 2007, 2010, 2016, 2019)
- Chi ha incastrato Peter Pan? (Canale 5, 1999-2000, 2009-2010, 2017)
- Miss Italia (Rai 1, 2000) Presidente del jurado
- Striscia la notizia (Canale 5, 2000-2003)
- Gran Premio Internazionale dello Spettacolo (Canale 5, 2000)
- Ricomincio da 20 (Canale 5, 2000)
- Cari amici miei (Italia 1, 2001)
- Italiani (Canale 5, 2001)
- Galà della pubblicità (Canale 5, 2002)
- Modamare a Porto Cervo (Canale 5, 2002)
- Speciale Maurizio Costanzo Show (Canale 5, 2002, 2019)
- Domenica in (Rai 1, 2003-2004)
- Affari tuoi (Rai 1, 2003-2005)
- Affari tuoi - La Lotteria (Rai 1, 2004-2005)
- Festival di Sanremo (Rai 1, 2005, 2009)
- Serie A - Il grande calcio (Canale 5, 2005)
- Un mercoledì da tifosi (Canale 5, 2005)
- Il senso della vita (Canale 5, 2005-2008, 2011; Italia 1, 2008)
- Fattore C (Canale 5, 2006)
- Avanti un altro! (Canale 5, dal 2011)
- Jump! Stasera mi tuffo (Canale 5, 2013) Giudice
- Lo spettacolo dello sport - I 100 anni del CONI (Rai 1, 2014)
- Tú sí que vales (Canale 5, 2014) giudice per una puntata
- Scherzi a parte (Canale 5, 2015, 2018)
- Expo Milano 2015 - The Opening (Rai 1, 2015)
- Arena di Verona - Lo spettacolo sta per iniziare (Canale 5, 2015)
- Music (Canale 5, 2017)
- TG5 Speciale - 25 anni insieme (Canale 5, 2017)
- Avanti un altro! Pure di sera (Canale 5, 2017-2018, dal 2021)
- La notte di Vasco (Rai 1, 2017)
- Avanti un altro! An Italian Crime Story (Canale 5, 2018)

## Radio
- Festival e dintorni (Rai Radio 2, 1995)
- Con voi sulla spiaggia (Rai Radio 2, 1995)
- Oggi è Domenica (Rai Radio 2, 1996)
- Pizza, calcio e mandolino (Radio Capital, 2006)
- America me senti? (Rai Radio 2, 2009)

## Discografía

### Individual
- 1984: Paolo e Uan - Bim Bum Bam (Five Record FM 13058) - con Uan, Piccolo Coro dell'Antoniano
- 1985: Che avventure a Bim Bum Bam con il nostro amico Uan (Five Record FM 13097) - con Uan, Manuela Blanchard, Piccolo Coro dell'Antoniano
- 1986: Tutti insieme noi guardiam Bim Bum Bam/Four e Giorgia Ciao Ciao (Five Record FM 13138) - con Uan, Manuela Blanchard, I Piccoli Cantori di Milano
- 1987: Dai vieni a Bim Bum Bam/Ciao, Ciao gioca con noi (Five Record FM 13177) - con Uan, Manuela Blanchard, I Piccoli Cantori di Milano
- 1988: Bim Bum Bam siamo qui tutti e tre/Ciao, Ciao siamo tutti tuoi amici (Five Record FM 13207) - con Uan, Manuela Blanchard, I Piccoli Cantori di Milano
- 1989: Viva Bim Bum Bam/Per me, per te, per noi, Ciao Ciao (Five Record FM 13177) - con Uan, Ambrogio, Carlo Sacchetti, Carlotta Pisoni Brambilla, Debora Magnaghi, I Piccoli Cantori di Milano
- 2001: Bucatini Disco Dance (Ice Records Ice 001014, 12 y CD Single) - con Luca Laurenti
- 2012: Palle di Natale - con Luca Laurenti

## Obras
- Rizzoli (ed.). Perché parlavo da solo. ISBN 978-88-17-14215-1. OCLC 1153237528.
- Rizzoli, ed. (2022). Notte fonda.

## Premios y reconocimientos
- 1986: Telegatto Mejor programa de televisión infantil con Bim bum bam
- 1987: Telegatto Mejor programa de televisión infantil con Bim bum bam
- 1988: Telegatto Mejor programa de televisión infantil con Bim bum bam
- 1996: Telegatto Mejor juego de televisión y programa de preguntas con Luna Park
- 1997: Telegatto Personaje masculino del año
- 1997: Telegatto Mejor juego de TV y programa de preguntas con Tira &amp; Molla
- 1998: Telegatto Personaje masculino del año
- 1998: Telegatto Mejor juego de TV y programa de preguntas con Tira & Molla
- 1999: Especial Telegatto con Ciao Darwin
- 2000: Telegatto Mejor emisión de sátira televisiva con Striscia la notizia
- 2000: Telegatto Emisión del año con Striscia la Notizia
- 2000: Premio a la dirección de televisión con Striscia la notizia
- 2001: Telegatto Mejor emisión de sátira televisiva con Striscia la notizia
- 2001: Telegatto Emisión del año con Striscia la notizia
- 2001: Premio dirección de televisión con Striscia la notizia
- 2002: Telegatto Mejor sátira televisiva emitida con Striscia la notizia
- 2002: Premio dirección de televisión con Striscia la notizia
- 2003: Telegatto Mejor emisión de sátira televisiva con Striscia la notizia
- 2003: Premio dirección de televisión con Striscia la notizia
- 2004: Telegatto Mejor juego de televisión y programa de preguntas con Affari tuoi
- 2004: Premio a la personalidad televisiva del año Sirmione Catullo
- 2004: Premio Dirección de Televisión Mejor Personaje Masculino
- 2004: Premio dirección de televisión en la categoría Top 10 con Affari tuoi
- 2004: Premio dirección de televisión Mejor programa público con Affari tuoi
- 2005: Premio de dirección de televisión al mejor personaje masculino
- 2005: Premio a la dirección de televisión en la categoría Top ten con Affari tuoi
- 2005: Premio dirección de televisión Mejor programa público con Affari tuoi
- 2008: Premio Barroco por el tema Comunicación y TV
- 2009: Premio a la dirección de televisión en la categoría Top ten con el Festival de Sanremo 2009
- 2009: Premio dirección de televisión Event TV con Festival de Sanremo 2009
- 2010: Premio a la dirección de televisión en la categoría Top ten con Chi ha incastrato Peter Pan?
- 2010: Guinness World Records Paolo Bonolis pronunció 332 palabras significativas en un minuto del primer capítulo de Betrothed
- 2013: Premio a la dirección de televisión en la categoría Top ten con Avanti un altro!
- 2014: Premio a la dirección de televisión en la categoría Top ten con Avanti un altro!